# Ruch Pięciu Gwiazd
Ruch Pięciu Gwiazd (wł. Movimento 5 Stelle, M5S) – włoska partia polityczna głosząca hasła antykorupcyjne, ekologiczne, eurosceptyczne, a także promujące demokrację bezpośrednią, określana jako ugrupowanie populistyczne.

## Historia

### Do 2013
W 2005 Beppe Grillo, popularny komik, założył blog poświęcony kwestiom ekologicznym i walce z korupcją w polityce. W 2006 przekazał centrolewicowemu premierowi Romano Prodiemu podpisy pod petycją wzywającą do transformacji ekologicznej, a rok później zorganizował masowe wiece popierające wykluczenie z polityki osób skazanych, wprowadzenie ograniczenia liczby kadencji dla posłów oraz głosowanie preferencyjne. W 2009 bezskutecznie próbował wystartować w prawyborach na lidera Partii Demokratycznej.
4 października 2009 powołał ugrupowanie polityczne pod nazwą Ruch Pięciu Gwiazd, który na fali popularności swojej strony internetowej beppegrillo.it i przy wykorzystaniu serwisów społecznościowych organizował masowe wiece, na których m.in. piętnował polityków mających zarzuty karne. Ruch opowiedział się za ochroną środowiska, zmniejszeniem produkcji odpadów, upaństwowieniem wodociągów, wzmocnieniem transportu publicznego, wsparciem dla odnawialnych źródeł energii, zwiększeniem efektywności energetycznej i rozwojem infrastruktury internetowej. Ruch postawił się w opozycji do klasycznych partii, przez co m.in. przez PD został uznany za partię populistyczną.
Ugrupowanie po raz pierwszy wystawiło swoje listy w wyborach regionalnych w 2010, uzyskując z reguły po kilka procent poparcia i wprowadzając pojedynczych radnych do rad regionów Emilia-Romania i Piemontu. W 2012 partia Beppe Grillo w wyniku wyborów lokalnych wygrała m.in. w Parmie, w której reprezentujący ją Federico Pizzarotti został wybrany na urząd burmistrza. W sondażach z tego samego roku regularnie zaczęła uzyskiwać poparcie na poziomie kilkunastu procent, w wyborach regionalnych na Sycylii uzyskała blisko 15% głosów (najwięcej spośród pojedynczych list wyborczych).

### Lata 2013–2022
W wyborach w 2013 Ruch Pięciu Gwiazd wystartował samodzielnie. Partia zajęła trzecie miejsce (za koalicjami centrolewicy i centroprawicy), uzyskała około 25% głosów, co przełożyło się na ponad 50 mandatów w Senacie i blisko 110 mandatów w Izbie Deputowanych. Beppe Grillo nie ubiegał się o mandat w parlamencie. Ruch Pięciu Gwiazd pozostał ugrupowaniem opozycyjnym, propozycja koalicji z Partią Demokratyczną została przez M5S publicznie odrzucona. Kilka tygodni później kandydatem ruchu na prezydenta został związany z lewicą prawnik Stefano Rodotà, który nie uzyskał dostatecznego poparcia wśród elektorów. W wyborach europejskich w 2014 lista wyborcza tego ugrupowania zdobyła poparcie około 21% głosujących i 17 mandatów w PE VIII kadencji (europosłowie M5S przystąpili do frakcji Europa Wolności i Demokracji Bezpośredniej).
W wyniku wyborów lokalnych z czerwca 2016 kandydaci Ruchu Pięciu Gwiazd zostali burmistrzami m.in. Rzymu (Virginia Raggi) i Turynu (Chiara Appendino). W tym samym roku Ruch Pięciu Gwiazd prowadził kampanię przeciwko reformom konstytucyjnym i zmianom prawa wyborczego forsowanym przez premiera Mattea Renziego z PD, odrzuconych w 2016 w referendum.
We wrześniu 2017 partia przeprowadziła prawybory, w których zwyciężył Luigi Di Maio, stając się liderem politycznym swojego ugrupowania i jego kandydatem na premiera w wyborach w 2018. W głosowaniu z marca 2018 ugrupowanie zajęło drugie miejsce za koalicją centroprawicy, znacząco poprawiając swój wynik wyborczy sprzed pięciu lat (z wynikiem ponad 32% do każdej z izb). Uzyskało też największe poparcie wśród samodzielnych list wyborczych, wprowadziło do parlamentu ponad 220 posłów i ponad 110 senatorów.
Wyniki tych wyborów nie doprowadziły do uzyskania przez któryś z obozów politycznych większości w parlamencie pozwalającej na samodzielne rządzenie. Po długotrwałych negocjacjach 13 maja 2018 Ruch Pięciu Gwiazd podpisał porozumienie programowe z prawicową Ligą Północną. Formowanie rządu trwało jeszcze niespełna trzy tygodnie. Ostatecznie nowy gabinet, na czele którego stanął związany z M5S bezpartyjny prawnik Giuseppe Conte, powstał 1 czerwca 2018.
W maju 2019 w wyborach do PE ruch zajął trzecie miejsce (17,1% głosów i 14 mandatów), podczas gdy Liga Północna zanotowała znaczny wzrost poparcia w stosunku do wyborów krajowych). W sierpniu tegoż roku doszło do rozpadu koalicji z LN, która wystąpiła o wotum nieufności wobec rządu. Jeszcze w tym samym miesiącu partia porozumiała się jednak z dotąd opozycyjną Partią Demokratyczną. We wrześniu 2019 zaakceptowano porozumienie obu ugrupowań. Obie partie współtworzyły wówczas nowy gabinet pod kierownictwem dotychczasowego premiera. W styczniu 2020 z funkcji lidera partii zrezygnował Luigi Di Maio. Obowiązki lidera jako p.o. przejął wówczas Vito Crimi.
W lutym 2021 ruch dołączył do szerokiej koalicji popierającej nowo powołany rząd Maria Draghiego, uzyskując w nim cztery stanowiska ministrów. W sierpniu tegoż roku Giuseppe Conte został wybrany na przewodniczącego partii. Były premier wcześniej w tym samym roku opracował nowy statut ugrupowania, proponowane zmiany zostały zatwierdzone przez członków ruchu.

### Od 2022
W czerwcu 2022 Luigi Di Maio wraz ze swoimi zwolennikami opuścił Ruch Pięciu Gwiazd, współtworząc ruch polityczny Insieme per il Futuro. Ruch wystartował samodzielnie w wyborach w tym samym roku, otrzymał 15,4% głosów do Izby Deputowanych (52 miejsca) i 15,6% głosów do Senatu (28 miejsc). Po utworzeniu w tym samym roku rządu, na czele którego stanęła Giorgia Meloni, ugrupowanie znalazło się w opozycji.
W wyborach europejskich w 2024 formację poparło 10,0% głosujących, co przełożyło się na 8 miejsc w PE X kadencji.

## Poparcie w wyborach parlamentarnych
| Wybory | Izba Deputowanych | Izba Deputowanych | Izba Deputowanych | Izba Deputowanych | Senat        | Senat | Senat   | Senat |
| Wybory | Głosy (tys.)      | %                 | Mandaty           | +/-               | Głosy (tys.) | %     | Mandaty | +/-   |
| ------ | ----------------- | ----------------- | ----------------- | ----------------- | ------------ | ----- | ------- | ----- |
| 2013   | 8691              | 25,6              | 109/630           | –                 | 7286         | 23,8  | 54/315  | –     |
| 2018   | 10 732            | 32,7              | 227/630           | 118               | 9734         | 32,2  | 112/315 | 58    |
| 2022   | 4334              | 15,4              | 52/400            | 175               | 4286         | 15,6  | 28/200  | 84    |